# Ray Corrigan
Ray Corrigan (Ray „Crash“ Corrigan, eigentlich Raymond Benitz; * 14. Februar 1902 in Milwaukee, Wisconsin; † 10. August 1976 in Brookings Harbor, Oregon) war ein US-amerikanischer Schauspieler.

## Leben
Corrigan kam zu Beginn der 1930er Jahre als Fitnesstrainer für Schauspielstars nach Hollywood; bald erhielt er die Gelegenheit, als Stuntman – mehrfach im Affenkostüm – und Double (zum Beispiel für Johnny Weissmüller) zu arbeiten, wurde in kleineren Rollen besetzt (unter den Namen Raymond Benard) und erhielt schließlich einen Vertrag bei den Republic Pictures, die ihm auch den Künstlernamen Ray "Crash" Corrigan verpassten, da dieser besser zu den Action-Serials passte, in denen er erste Erfolge feiern konnte. Anschließend wurde er einer der Three Mesquiteers, einer B-Western-Reihe des Studios; er trat in den ersten 24 Filmen in Erscheinung.
Da Republic seine Gage nicht erhöhen wollte, verlängerte er im Mai 1938 seinen Vertrag nicht, sondern ging zu Monogram Pictures, wo er erneut in einer „Gruppen-Serie“ eingesetzt wurde, den Range-Busters-Filmen; Corrigan trat in 20 Folgen dieser Reihe auf. Er schloss danach keinen festen Vertrag mehr ab. Da er sich 1937 im Simi Valley Land gekauft (Corriganville) und eine Ranch gebaut hatte, konnte er davon leben, dieses für Filmaufnahmen zu vermieten; 1949 öffnete er die Farm für den Publikumsverkehr und arrangierte Shows, in denen mehrere seiner ehemaligen Weggefährten auftraten.
Dennoch blieb er dem Spielfilm verbunden; ein Affenkostüm in seinem Besitz wurde oft als Requisite benutzt, und Corrigan trat in etlichen Filmen selbst in diesem Kostüm auf. Er starb 1976 an einem Herzinfarkt.

## Filmografie (Auswahl)
- 1935: Das Schiff des Satans (Dante's Inferno)
- 1936: Drei ohne Furcht und Tadel (The 3 Mesquiteers)
- 1936: Undersea Kingdom
- 1937: Hit the Saddle
- 1937: Der singende Pfeil (The Painted Stallion)
- 1938: Aufstand in Santa Fé (Santa Fé Stampede)
- 1938: Freunde im Sattel (Pals of the Saddle)
- 1938: Gold in den Wolken (Overland Stage Raiders)
- 1938: Kampf am Roten Fluß (Red River Range)
- 1939: Der Bandit von Wyoming (Wyoming Outlaw)
- 1939: Reiter in der Nacht (The Night Riders)
- 1939: Die Sterne von Texas (Three Texas Steers)
- 1939: Wasser für Arizona (New Frontier)
- 1940: Ein Cowboy lebt gefährlich (Trailing Double Trouble) & (Tumbledown Ranch in Arizona)
- 1940: Gauner, Gold und Wilder Westen (West of Pinto Basin) & (The Range Busters)
- 1941: Das gibt es nur in Texas (Saddle Mountain Roundup)
- 1941: Drei Cowboys und ein Mädel (Underground Rustlers)
- 1941: Das Geheimnis der toten Stadt (The Trail of the Silver Spurs)
- 1941: Das Tal der Gehetzten (Fugitive Valley)
- 1942: Die Diamanten-Ranch (Rock River Renegades)
- 1942: Reiter gegen Tod und Teufel (Boot Hill Bandits)
- 1944: Die Rache des Gorilla (Nabonga Gorilla)
- 1948: Insel des Grauens (Unknown Island)
- 1949: König des Dschungels (The Lost Tribe)
- 1949: Zamba, der Schrecken des Urwaldes (Zamba)
- 1957: Einer gegen fünf (The Domino Kid)
- 1958: It! The Terror from Beyond Space